# صداقت (ترانه بیلی جوئل)
«صداقت» (به انگلیسی: Honesty) تک‌آهنگی از هنرمند اهل ایالات متحده آمریکا بیلی جوئل است که در سال ۱۹۷۹ میلادی منتشر شد.